# Country Joe and the Fish
Country Joe and the Fish byla kalifornská psychedelicky rocková hudební skupina založená v Berkeley v Kalifornii v roce 1965. Kapela patřila mezi vlivné skupiny hudební scény San Franciska v polovině až na konci 60. let. Většinu hudby kapely psali zakládající členové Country Joe McDonald a Barry „The Fish“ Melton, přičemž texty se přímo zabývaly otázkami důležitými pro kontrakulturu, jako byly protesty proti válce, svobodná láska a rekreační užívání drog. Prostřednictvím kombinace psychedelie a elektronické hudby byl zvuk kapely charakterizován inovativními kytarovými melodiemi a zkreslenými varhanními instrumentály, které měly význam pro rozvoj acid rocku.
Kapela si sama produkovala dvě EP, která vzbudila pozornost na undergroundové scéně, než v roce 1966 podepsala smlouvu s vydavatelstvím Vanguard Records. Jejich debutové album Electric Music for the Mind and Body následovalo v roce 1967. Obsahovalo jejich jediný singl, který se dostal do celonárodního žebříčku, „Not So Sweet Martha Lorraine“, a jejich nejvíce experimentální aranžmá. Jejich druhé album I-Feel-Like-I'm-Fixin'-to-Die vyšlo koncem roku 1967; titulní skladba, s temným humorem a satirou, se stala jejich charakteristickou písní a patří mezi nejznámější protestní písně té doby. Následoval další úspěch, včetně McDonaldova vystoupení na Woodstocku, avšak sestava skupiny se měnila až do jejího rozpadu v roce 1970. Členové kapely nadále působí v hudebním průmyslu jako sóloví nahrávací umělci a příležitostně se znovu scházejí.
Název skupiny vznikl z přezdívek Joe McDonalda „Country Joe“ a Barry Meltona „The Fish“.

## Diskografie
1. Electric Music for the Mind and Body (1967)
2. I-Feel-Like-I'm-Fixin'-to-Die (1967)
3. Together (1968)
4. Here We Are Again (1969)
5. CJ Fish (1970)
6. Reunion (1977)
7. Live! Fillmore West 1969 (1994)